# Święty Mikołaj (film 2007)
Święty Mikołaj (Joulutarina) – fiński film fabularny z 2007 roku w reżyserii Juha Wuolijoki.

## Opis fabuły
Wiele lat temu w Laponii chłopiec o imieniu Mikołaj, stracił rodziców. Mieszkańcy miasta postanowili się nim zaopiekować przygarniając go na jeden rok do siebie. Chłopiec dziękując za troskę i opiekuńczość w stosunku do niego strugał z drewna zabawki, które dawał rodzinom w podzięce.
Kilka lat później w wiosce zaczyna brakować jedzenia i żadna rodzina nie może przyjąć chłopca w opiekę. Zostaje więc wysłany na naukę zawodu do stolarza - pustelnika o imieniu Iisakki (Kari Väänänen). Pobrane nauki chce wykorzystać w dobrym celu; aby dzieci już więcej nie głodowały. Nie wszystkim się to jednak podoba.

## Obsada
- Hannu-Pekka Björkman jako Mikołaj
- Otto Gustavsson jako młody Mikołaj
- Kari Väänänen jako Iisakki
- Minna Haapkylä jako Kristiina
- Mikko Leppilampi jako Hannus
- Mikko Kouki jako Eemeli
- Laura Birn jako Aada
- Antti Tuisku jako Mikko
- Matti Ristinen jako Einari
- Ville Virtanen jako Henrik
- Matti Rasilainen jako Hermanni

## Wersja polska
Reżyseria dubbingu: Janusz Dołkowski i Filip Kuncewicz

Nagrania realizował: Filip Kuncewicz w studiach Audiorepublica oraz Papryka

W wersji polskiej udział wzięli:
- Jerzy Stuhr – dorosły Mikołaj
- Maciej Stuhr – 13-letni Mikołaj
- Artur Pontek
- Anna Tadeusiak-Kuncewicz
- Katarzyna Makuch
- Magda Danilewicz
- Piotr Bąk
- Jan Dołkowski
- Agata Szcześniak
- Stanisław Szcześniak

i inni